# 相馬原駐屯地

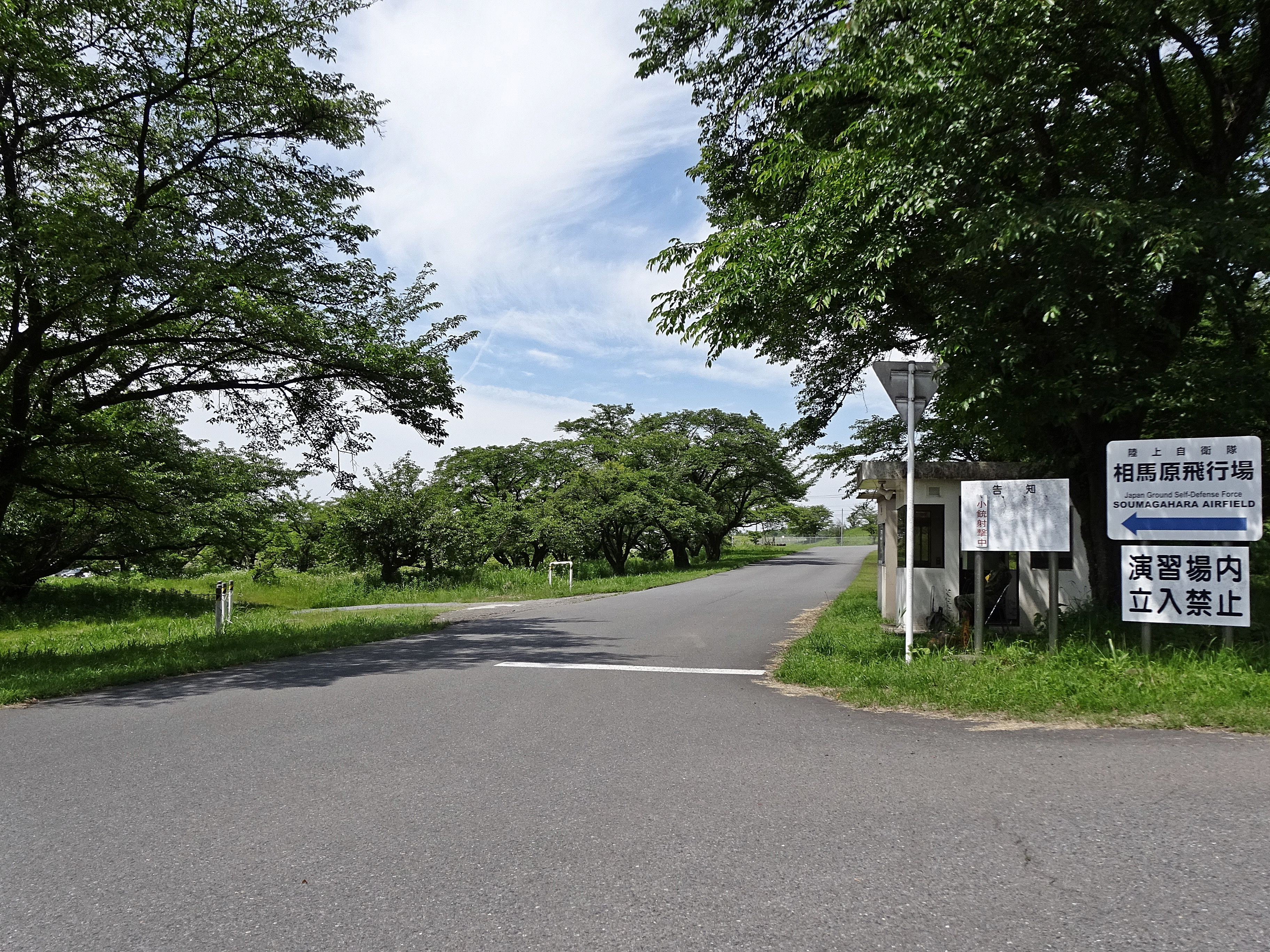
相馬原飛行場入口

相馬原駐屯地（そうまがはらちゅうとんち、JGSDF Camp Soumagahara）は、群馬県北群馬郡榛東村大字新井1017-2に所在し、第12旅団司令部等が駐屯する陸上自衛隊の駐屯地である。

## 概要
最寄の演習場は、相馬原演習場でほぼ隣接している。駐屯地司令は、第12旅団副旅団長が兼務。

## 沿革
日本陸軍
- 1941年（昭和16年）8月：岩手県盛岡市から「盛岡陸軍予備士官学校」が移駐、「前橋陸軍予備士官学校」が設置。

アメリカ軍
- 1945年（昭和20年）9月：米軍が進駐。「相馬ケ原米軍演習地」となる。
- 1957年（昭和32年）1月：ジラード事件発生。
- 1958年（昭和33年）9月：米軍が撤収する。

警察予備隊
- 1952年（昭和27年）
  - 4月1日：警察予備隊総隊特別教育隊（特科および特車）が設置[2]。
  - 7月：相馬ヶ原駐屯地事件。

警察予備隊相馬原駐屯地
- 1952年（昭和27年）10月15日：相馬原駐とん地が新設[2]。

陸上自衛隊相馬原駐屯地
- 1954年（昭和29年）
  - 7月1日：陸上自衛隊設置に伴い相馬原駐屯地が開設される[3][4]。
  - 8月12日：第1管区隊偵察中隊が新町駐とん地から移駐。
  - 9月25日：
    1. 第1特車大隊が新編。
    2. 第6特車大隊が新編。

  - 10月10日：

  1. 第1特車大隊が習志野駐とん地に移駐。
  2. 第1管区隊偵察中隊が再び新町駐とん地へ移駐。
  3. 第6特車大隊が福島駐屯地へ移駐。

  - 10月15日：相馬原駐とん地が廃止[5]。

陸上自衛隊
- 1959年（昭和34年）
  - 3月24日：第1特車大隊が習志野駐とん地から移駐。
  - 3月31日：第1偵察中隊が新町駐とん地から移駐。

陸上自衛隊相馬原駐屯地
- 1959年（昭和34年）4月1日：陸上自衛隊の相馬原駐とん地として新設[6]。
- 1962年（昭和37年）
  - 1月18日：陸上自衛隊の師団制移行により第1管区隊を母体として第12師団が新編。

  1. 第12師団司令部および直轄部隊が置かれる。
  2. 第12戦車大隊が編成完結（3個戦車中隊基幹）。

  - 1月20日：第1戦車大隊が駒門駐屯地へ移駐。
  - 2月10日：第1偵察隊が練馬駐屯地へ移駐
- 1990年（平成02年）3月26日：戦車北転事業の影響により第12戦車大隊第3戦車中隊が廃止。
- 1992年（平成04年）3月29日：第12後方支援連隊が新編。
- 2001年（平成13年）第12師団の旅団化に伴う改編。
  - 3月26日：第12戦車大隊が廃止。
  - 3月27日：第12師団が第12旅団（空中機動力を高めた旅団）に改編される。

  1. 第48普通科連隊が新編。
  2. 第12ヘリコプター隊が新編。
  3. 第12後方支援隊隷下の第1整備中隊、第2整備中隊第4普通科直接支援小隊（第48普通科連隊を支援）等が新編。
  4. 第12通信大隊が第12通信中隊に改編。
  5. 第12高射特科中隊が宇都宮駐屯地から移駐。
  6. 相馬原駐屯地内に陸上自衛隊初となる、陸自建設による飛行場「相馬原飛行場」を新設[7]。
  7. 相馬原飛行場の管制部隊として東部方面航空隊管制気象隊第5派遣隊を新編。
- 2002年（平成14年）3月27日：東部方面輸送隊の隷下部隊として第102輸送業務隊第2端末地業務班を新編。
- 2009年（平成21年）4月11日：第12旅団創設8周年・相馬原駐屯地創設50周年記念行事の開催。
- 2013年（平成25年）3月26日：第12旅団改編。

1. 第48普通科連隊が東部方面混成団隷下に編合。
2. 第12後方支援隊第2整備中隊第4普通科直接支援小隊（第48普通科連隊を支援）を東部方面後方支援隊第303普通科直接支援中隊に改編。
3. 第12通信中隊が第12通信隊に改編。
4. 第12化学防護隊が第12旅団司令部付隊から独立して新編。

- 2018年（平成30年）3月27日：東部方面輸送隊第102輸送業務隊第2端末地業務班を陸上自衛隊中央輸送隊第3方面分遣隊第2端末地業務班に改編。
- 2022年（令和04年）
  - 3月17日：第12高射特科中隊を第12高射特科隊に改編[8][9][10]。
  - 11月22日〜11月30日：陸上自衛隊とイギリス陸軍の実働訓練である、ヴィジラント・アイルズ22が群馬県で初めて実施される。
- 2023年（令和05年）3月16日：第12偵察隊を廃止し、第12偵察戦闘大隊を新編[11]。

## 駐屯部隊

### 東部方面隊隷下部隊
- 第12旅団
  - 第12旅団司令部
  - 第12後方支援隊（一部）
    - 第1整備中隊
    - 第2整備中隊（一部）
      - 偵察戦闘直接支援隊：第12偵察戦闘大隊を支援
      - 高射直接支援小隊：第12高射特科隊を支援

  - 第12ヘリコプター隊（主力）
    - 第12ヘリコプター隊本部
    - 第2飛行隊

  - 第12偵察戦闘大隊
  - 第12高射特科隊
  - 第12通信隊
  - 第12化学防護隊
  - 第12旅団司令部付隊
  - 第12音楽隊
- 東部方面混成団
  - 第48普通科連隊
- 東部方面後方支援隊
  - 第303普通科直接支援中隊：第48普通科連隊を支援
- 東部方面会計隊
  - 第406会計隊
- 東部方面システム通信群
  - 第105基地システム通信大隊
    - 第317基地通信中隊
- 東部方面航空隊
  - 東部方面管制気象隊
    - 第5派遣隊
- 相馬原駐屯地業務隊
- 自衛隊群馬地方協力本部

### 防衛大臣直轄部隊
- 東部方面警務隊
  - 第125地区警務隊本部
- 陸上自衛隊中央輸送隊
  - 第3方面分遣隊
    - 第2端末地業務班

## 最寄の幹線交通
- 高速道路：関越自動車道 前橋IC/渋川伊香保IC
- 一般道：国道17号、国道18号、国道50号、国道353号、国道406号、群馬県道25号高崎渋川線、群馬県道161号南新井前橋線
- 鉄道：JR東日本 上越線群馬総社駅
- 飛行場：群馬ヘリポート、高崎ヘリポート（公共用ヘリポート）